# كريستوفر بارمن
كريستوفر بارمن (بالبوكمول: Kristoffer Barmen) هو لاعب كرة قدم نرويجي، ولد في 19 أغسطس 1993 في برغن في النرويج. لعب مع نادي بران.

## وصلات خارجية
- كريستوفر بارمن على موقع الاتحاد الأوربي (الإنجليزية)
- كريستوفر بارمن على موقع اتحاد النرويج (النرويجية)
- كريستوفر بارمن على موقع قاعدة بيانات كرة القدم.إي يو (الإنجليزية)
- كريستوفر بارمن على موقع Soccerway.com (الإنجليزية)